# Stanica Roč
Stanica Roč is een plaats in de gemeente Buzet in de Kroatische provincie Istrië. De plaats telt 76 inwoners (2001).